# MUM48
MUM48為曾預定以印度孟買為活動據點的女子偶像團體，同時也是日本偶像團體AKB48的海外姐妹團。徵選活動於2018年年中舉行，但组合最终未能成立，取而代之的则是MUB48。

## 簡介
團體名稱中「MUM」以所在地孟買的簡寫（MUMbai）命名，代表色「■黃綠色」靈感來自自然景觀豐富的印度。

## 歷史

### 2017年
- 12月27日，AKB48官方臉書公布將成立MUM48的訊息。徵選活動預計於2018年年中舉行。

### 2018年
- 4月7日，一期生徵選活動開始受理報名。
- 11月，AKS与Rashmi Raj Media Pvt. Ltd. 解约，组合未能成立[3]。

## 外部連結
- MUM48的Facebook專頁（英文）
- MUM48的Instagram帳戶（英文）
- MUM48的X（前Twitter）（英文）